# إبراغن (بني حسن)
إبراغن هي إحدى مشيخات المملكة المغربية، تتبع جغرافيا لإقليم أزيلال وإداريًا لبني حسن. يقدر عدد سكانها بـ 4353 نسمة حسب الإحصاء الرسمي للسكان والسكنى لسنة 2004.